# Syagrus matafome
Syagrus matafome là loài thực vật có hoa thuộc họ Arecaceae. Loài này được (Bondar) A.D.Hawkes miêu tả khoa học đầu tiên năm 1952.